# Henry van de Velde
Henry van de Velde (3. dubna 1863 Antverpy – 15. října 1957) byl belgický malíř, návrhář a architekt. Tvořil návrhy nábytku, kovových předmětů, textilií a knižních vazeb.

## Biografie
Narodil se jako šesté z osmi dětí dobře situovaného lékárníka Guillauma Charlese van de Velde (1825–1901) a jeho manželky Jeanne Aimée Aurory, rozenéí de Paepe (1826–1888), matka pocházela rovněž z lékárnického rodu. Henry absolvoval klasické gymnázium Athenaeum, kde se spřátelil s básníkem Maxem Elskampem. 
V letech 1880–1885 vystudoval Akademii výtvarných umění v Antverpách, a také se soukromě školil u malíře Charlese Verlata. V letech 1884–1885 patřil k zakladatelům avantgardní skupiny výtvarníků Als Ik Kan. Když na výstavě uviděl obraz Bar ve Folies Bergère od Édouarda Maneta, rozjel se do Paříže, kde se ve školním roce 1884–1885 zapojil do činnosti impresionistů skupiny Nezávislí (L'Independents) a studoval malbu u Émila Augusta Carola-Durana.
V roce 1897 se osamostatnil a založil společnost Société van de Velde, v níž se navrhoval i vyráběl nábytek, doplňky interiéru, galanterie, šperky a klenoty z kovů. V roce 1907 se stal ředitelem Školy umění a řemesel ve Výmaru. Společně s architektem Viktorem Hortou a Paulem Hanikarem patřil k zakladatelům belgické secese. Byl také jedním z představitelů hnutí Art and Crafts.

## Dílo

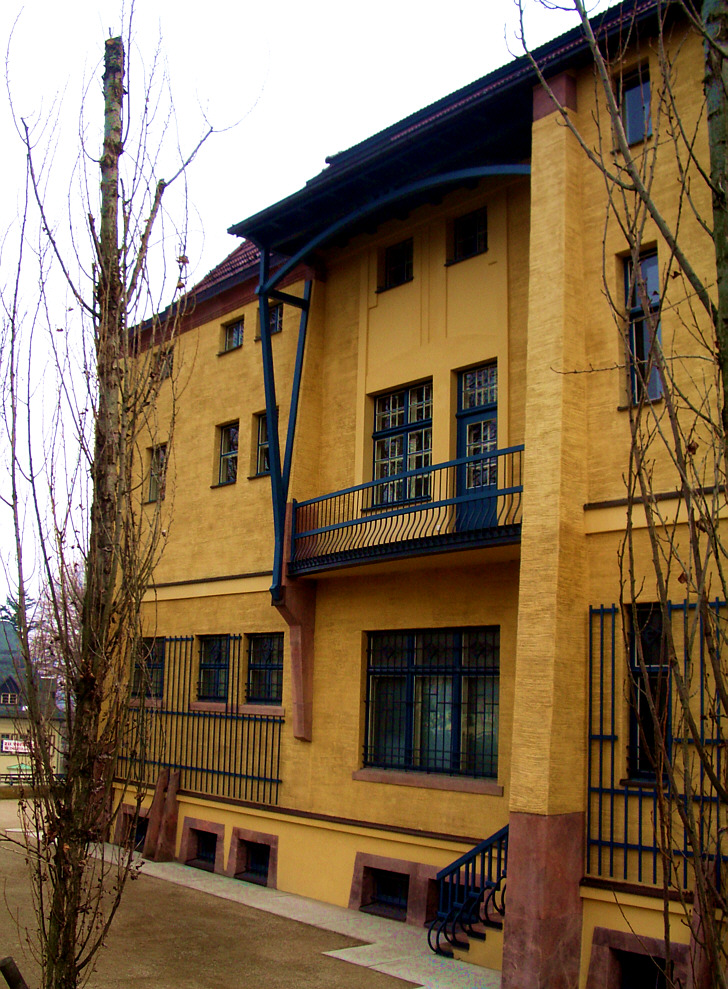
Chemnitz, Germany: Villa Esche

- Dům Bloemenwerf v Uccle u Bruselu (1895)
- kadeřnictví Haby v Berlíně (1889)
- Hagen
  - Folkwang-Museum Hagen (1900–1902)
  - Obytný dům Karla Ernsta Osthause, Hohenhof (1907–908)
- Výmar
  - Nietzsche Archiv (1903)
  - Umělecká škola (1904–1911)[p 1]
  - Uměleckoprůmyslová škola (1905–1906)[p 1]
  - dům Hohe Pappeln (1907–1908)
  - Villa Dürckheim (1912–1913)
- Werkbundtheater v Kolíně nad Rýnem (1914)
- Villa Esche v Chemnitzu